# Philippe de Lens

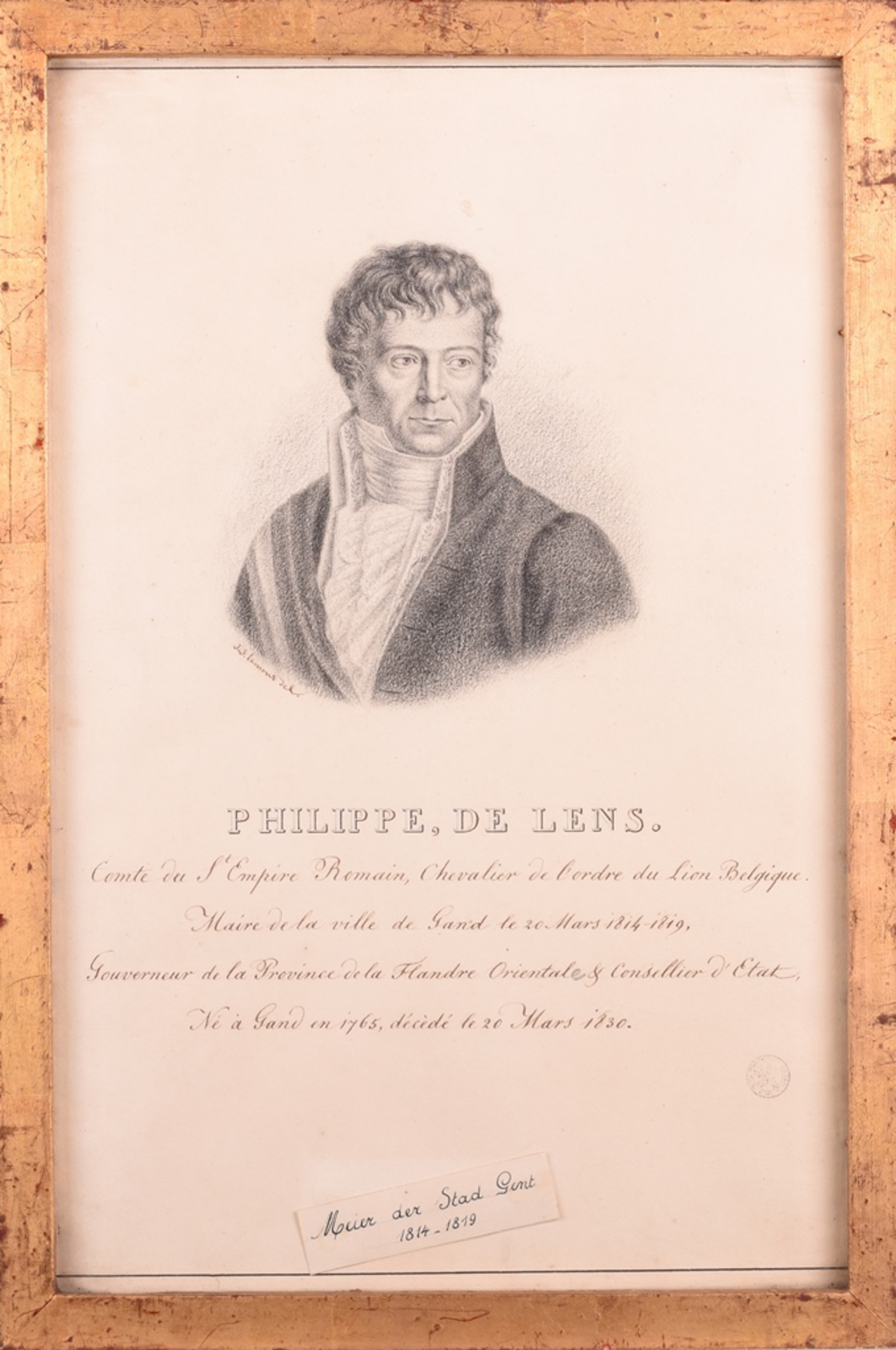
Philippe de Lens

Graaf Philippe de Lens, volledige titel Philippe Balthazar Marie Ghislain graaf de Lens, baron de Meulebeke (Gent, 6 januari 1765 – aldaar, 20 maart 1830), was een Vlaams bestuurder en lid van de Zuid-Nederlandse adel.

## Levensloop
De Lens was een zoon van Robert de Lens de Meulebeke. Hij behoorde tot de 'onafhankelijken' en was een tegenstander van het Franse gezag in de Zuidelijke Nederlanden. In 1814, kort nadat ook de provincies op de Fransen waren veroverd en onder Nederlands gezag kwamen te staan, werd hij aangesteld als burgemeester van de stad Gent. Op 1 september 1815 benoemde koning Willem I der Nederlanden hem tot lid van de Eerste Kamer en in juni 1819 tot gouverneur van Oost-Vlaanderen, wat betekende dat hij zijn lidmaatschap van de Eerste Kamer weer neer moest leggen. In de tussentijd was hij ook voorzitter van de curatoren van de universiteit in Gent geworden. 
In 1816 werd hij, samen met zijn vader, lid van de Ridderschap van Oost-Vlaanderen, met de titel graaf van Lens en beer van Vlaanderen. Hij was tevens opgenomen in de erfelijke adel, als automatisch gevolg van de erkenning van zijn vader.
Op 13 juli 1826 werd hem per koninklijk besluit eervol ontslag om gezondheidsredenen verleend, zoals hij had gevraagd. Het ontslag ging in op 21 juli 1826 en de Lens werd als gouverneur van Oost-Vlaanderen opgevolgd door Hendrik Jacob van Doorn van Westcapelle. De Lens werd echter wel weer benoemd tot lid van de Eerste Kamer en bleef dat tot zijn dood in 1830.
In 1795 trouwde de Lens met Reine de Lichtervelde (1770-1801). Na haar dood hertrouwde hij met haar zus, Colette de Lichtervelde (1772-1860). 

## Bron
- dbnl